# Der Jurist
Der Jurist ist ein 1566 entstandenes Gemälde von Giuseppe Arcimboldo. Zu dieser Zeit war er Hofmaler am Hof von Kaiser Maximilian II.

## Beschreibung
Das Gemälde zeigt eine männliche Halbfigur im Halbprofil, die nach links blickt. Das Gesicht besteht aus Fischen und gerupftem Geflügel. Die Figur trägt eine schwarze Kappe. Der mit Pelz besetzte Mantel ist halb geöffnet. Der darunter befindliche Oberkörper ist aus Büchern und Manuskripten gestaltet. Die schwarze Brust ist eine Mappe, die oben herausragenden weißen Seiten bilden den Kragen. Der untere Abschluss wird von zwei Büchern gebildet, von denen das obere die Aufschrift ISERNIA, das untere BARTHO trägt. 
Das Kinn besteht aus einem Forellenschwanz, der Mund aus einem Fischmaul. Die Wange ist ein Hühnerschenkel. Die Nase ist der Steiß eines gerupften Huhnes, dessen Flügel die Augenbrauen bilden, das Auge des Huhnes ist zugleich das Auge des Mannes. Die schwarzen Füße des Huhns bilden den Schnurrbart. Die Wange ist eine Keule eines großen Geflügels, dessen Flügel die Schläfe des Mannes bildet.

## Interpretation
Das Gemälde wurde 1902 von Olof Granberg als Porträt von Johannes Calvin interpretiert, dies wurde allgemein anerkannt. Sven Alfons veröffentlichte 1957 eine andere Interpretation, nach der das Bild Johann Ulrich Zasius darstellt, einen Juristen und Beamten, der die Finanzen der kaiserlichen Familie verwaltete. Diese Interpretation stützt sich auf zwei Briefe von Zeitgenossen Arcimboldos und Zasius’, Giovanni Paolo Lomazzo und Gregorio Comanini, die das Bild mit diesem in Verbindung bringen. Demnach hätte Arcimboldo das Bild auf Geheiß Kaiser Maximilian II. geschaffen. 
Die Aufschrift BARTHO bezieht sich auf Bartolus de Saxoferrato (ca. 1314–1357), der mit seinen Kommentaren zum Corpus Iuris Civilis damals der einflussreichste Gelehrte des Mittelalters war. ISERNIA bezieht sich auf Andreas de Isernia, ebenfalls ein mittelalterlicher Rechtsgelehrter. 
Zasius war durch einen Unfall, bei dem er aus der Kutsche geschleudert wurde, auf der rechten Gesichtshälfte verunstaltet. Zudem war eine Wange seit Geburt geschwollen. Arcimboldo hat dieses Porträt in der Absicht gemalt, den Kaiser zu amüsieren, und nach den Zeugnissen der beiden Zeitgenossen ist ihm dies auch gelungen.

## Provenienz
Das Gemälde ist für 1621 in Prag nachgewiesen, 1652 in Kristina, 1814 auf Schloss Ulriksdal. Seit 1822 befindet es sich auf Schloss Gripsholm.
Das Gemälde ist signiert mit „1566, Giuseppe Arcimboldo F“. Eine Version des Gemäldes in Mailänder Privatbesitz dürfte nicht von Arcimboldo stammen.

## Belege
- Görel Cavalli-Björkman: Der Jurist, in: Sylvia Ferino-Pagden (Hrsg.): Arcimboldo. 1526-1593. Ausstellungskatalog des Kunsthistorischen Museums Wien 2008. ISBN 978-3-85497-118-4